# Csuklyás álszajkó
A csuklyás álszajkó (Garrulax milleti) a madarak osztályának verébalakúak (Passeriformes) rendjébe és a Leiothrichidae családjába tartozó faj.

## Rendszerezése
A fajt Herbert Christopher Robinson és Cecil Boden Kloss írták le 1919-ben.

## Alfajai
- Garrulax milleti milleti Robinson & Kloss, 1919
- Garrulax milleti sweeti J. C. Eames, 2002[2]

## Előfordulása
Délkelet-Ázsiában, Laosz és Vietnám területén honos. A természetes élőhelye a szubtrópusi vagy trópusi síkvidéki és hegyi esőerdők. Állandó, nem vonuló faj.

## Megjelenése
Testhossza 28-30 centiméter.